# Борові (Псковська область)
Борові (рос. Боровые) — присілок в Куньїнському районі Псковської області Російської Федерації.
Населення становить 11 осіб. Входить до складу муніципального утворення Пухновська волость.

## Історія
Від 2015 року входить до складу муніципального утворення Пухновська волость.

## Населення
| 2001 | 2002 | 2010 |
| ---- | ---- | ---- |
| 32   | ↘19  | ↘11  |